# Ocinebrina purpuroidea
Ocinebrina purpuroidea is een slakkensoort uit de familie van de Muricidae. De wetenschappelijke naam van de soort is voor het eerst geldig gepubliceerd in 1920 door Pallary.